# OSNI
Objeto Submarino Não identificado, ou OSNI, é definido como qualquer objeto ou fenômeno de percepção óptica ou mecânica de origem desconhecida observado dentro da água e que permanece não identificado até mesmo depois da investigação completa. O análogo marítimo a um OVNI, ou objeto voador não identificado, objetos submergíveis não identificados são vistos freqüentemente por esses iguais ao que estudam objetos voadores não identificados como um fenômeno semelhante, mas encontrado na água em vez de na atmosfera.
As principais características destes fenômenos são que suportam pressões que qualquer outro submarino moderno não poderia suportar, são capazes de alcançar uma grande velocidade e manter uma manobrabilidade até agora impensável para um objeto submarino num meio fluido. A maioria são anfíbios, tratando-se de objetos submergíveis e voadores. Os principais países ou regiões de registro visual OSNI são Porto Rico, Japão, Rússia,  Escandinávia e EUA.